# 羅伯特·林德斯泰特
羅伯特·林德斯特（Robert Lindstedt，1977年3月19日—）是一位瑞典职业网球男运动员，1988年轉職業，目前專注於雙打方面。
2010年溫布頓網球錦標賽，擊敗眾多雙打名將，最後闖入決賽，奪得大滿貫男雙亞軍。

## 大滿貫

### 男雙亞軍（3）
| 年份 | 比賽   | 場地 | 搭檔                | 決賽對手                                  | 勝方比分                  |
| ---- | ------ | ---- | ------------------- | ----------------------------------------- | ------------------------- |
| 2010 | 溫布頓 | 草地 | 特卡烏（羅馬尼亞）  | 普茲斯內爾（ 德國） 梅爾策（ 奧地利）     | 6–3、7–5、7–5             |
| 2011 | 溫布頓 | 草地 | 特卡烏（ 羅馬尼亞   | 鮑勃·布賴恩（ 美國） 邁克·布賴恩（ 美國） | 6–3、6–4、7–62            |
| 2012 | 溫布頓 | 草地 | 特卡烏（ 羅馬尼亞） | 梅雷（ 英國） 尼爾森（ 丹麥）             | 4–6、6–4、7–65、65–7、6–3 |

## 外部連結
- 羅伯特·林德斯泰特（英文/西班牙文）的官方資料
- 羅伯特·林德斯泰特的國際網球總會 職業／青少年 官方資料（英文）
- 羅伯特·林德斯泰特的官方資料（英文）